# Serra Blanca (Camarasa)
La Serra Blanca és una serra situada entre els municipis de Camarasa i de Cubells a la comarca de la Noguera, amb una elevació màxima de 484 metres.